# AB International Harvester
AB International Harvester var ett svenskt dotterbolag till amerikanska International Harvester, med säte i Norrköping.
Efter bildandet genom en fusion av det amerikanska International Harvester 1902, påbörjades en internationell industriell expansion. Den första sammansättningsfabriken utanför USA inrättades i Sverige genom övertagande 1905 av Mekaniska verkstaden Vulcan i Norrköping. Sammansättning skedde till en början av självbindare och hästdragna räfsor. Senare monterades också radsåningsmaskiner, konstgödselspridare, självbindare och skördeapparater med varumärkena McCormick, Deering och International. År 1913 utökades anläggningen med en fabrik för tillverkning av bindgarn. 
Fabriken utvecklades till en tillverkningsindustri med export också till USA, med över 1 800 anställda 1959. 
Efter andra världskriget byggde International Harvester 1946 också en sammansättningsfabrik för lastbilar i Malmö.
International Harvesters verksamhet i Norrköping lades ned 1969, medan fabriken i Malmö stängde i början av 1960-talet. År 1966 hade industrifastigheten i Norrköping sålts till verkstadsföretaget Noss AB.